# Irja Kilpeläinen
Irja Inkeri Kilpeläinen, född 17 juni 1911 i Pernå, död 23 maj 1999 i Helsingfors, var en finländsk teolog.
Kilpeläinen tog en teologisk examen 1935 och fick därefter anställning inom kyrkan, där hon var en banbrytare för församlingarnas kvinno- och ungdomsarbete. Hon slog in på en ny bana när hon 1961–1970 tjänstgjorde som sjukhusteolog på Hesperia sjukhus i Helsingfors, där hon introducerade en amerikanskinspirerad patientcentrerad själavård.
Kilpeläinen gav 1969 ut boken Osaammeko kuunnella ja auttaa (svensk översättning Att lyssna och hjälpa, 1971), där hennes metod presenterades. På äldre dagar var hon en flitig skriftställare; hennes självbiografi utkom 1989.